# Interpretatio Celtica
Interpretatio Celtica, auch Interpretatio Gallica, ist die Bezeichnung für die „Keltisierung“ griechischer oder römischer zu keltisch/gallischen Gottheiten. Sie wurde vorwiegend im römischen Gallien angewandt und ist das lokale Gegenstück zur Interpretatio Romana und Interpretatio Graeca.

## Bedeutung
Die Ergebnisse der Interpretationes sind oft schwer auseinanderzuhalten. So wird Teutates durch die Interpretatio Romana in den Berner Lukan-Scholien einerseits mit Mercurius, andrerseits mit Mars gleichgesetzt. Die Interpretatio Celtica verbindet diese beiden römischen Götter in der Person des Teutates durch ihre Funktion als Fruchtbarkeits- und Wohlstandsbringer. Auf dem Grabstein von Agassac (Département Haute-Garonne) wird eine Nereide beim Ritt durch eine Schar von Meeresungeheuern in Gestalt der Göttin Epona dargestellt. Dies könnte nach Birkhan die gallische Interpretation einer Nereide durch die keltische Pferdegöttin bedeuten. Dass Jean-Jacques Hatt sie aber gleich als Epona psychopompe bezeichnet, geht allerdings über die Interpretatio Celtica hinaus, ebenso wie sein Versuch, aus den Figuren auf dem Kessel von Gundestrup den angeblichen „Hauptmythos“ der Gallier zu interpretieren.
Jörg Rüpke formuliert die Entstehung der Interpretatio Gallica derart, dass den Kelten mit dem Erwerb der lateinischen Sprache neue Kultpraktiken und ikonographische Möglichkeiten erwachsen wären.
Helga Botermann nimmt an, ein mit Griechen und Römern Handel treibender Gallier in der Gallia Narbonensis habe durchaus den griechischen Hermes oder den römischen Mercurius unter einem passenden keltischen Gottesnamen als Schutzherren für seine Geschäfte anbeten können, dies wäre ein klarer Fall der Interpretatio Gallica.